# واسودیوا دوم
واسودیوا دوم (کوشانی: BAZHÞKO Bazēško؛ خط براهمی:  Vā-su-de-va) شاهنشاه کوشانی بود که از سال ۲۷۰ الی ۳۰۰ میلادی به مدت ۳۰ سال بر امپراتوری کوشانی حکم‌راند.
گستره حکومت او بیشتر مناطق تاکسیلا و پنجاب بوده و از شرق با امپراتوری گوپتا و از غرب با ساسانیان مرز داشت.

‏

دینار واسودیوا دوم
برنز واسودیوا دوم
سکه واسودیوا دوم در کنار نام پادشاه گوپتا:  Vā-su.